# Mountain Home (Idaho)
Mountain Home és una població dels Estats Units a l'estat d'Idaho. Segons el cens del 2000 tenia 11.143 habitants.

## Demografia
Segons el cens del 2000, Mountain Home tenia 11.143 habitants, 4.337 habitatges, i 2.957 famílies. La densitat de població era de 830,6 habitants/km².
Dels 4.337 habitatges en un 36,8% hi vivien nens de menys de 18 anys, en un 55,7% hi vivien parelles casades, en un 9% dones solteres, i en un 31,8% no eren unitats familiars. En el 26,6% dels habitatges hi vivien persones soles el 7,4% de les quals corresponia a persones de 65 anys o més que vivien soles. El nombre mitjà de persones vivint en cada habitatge era de 2,54 i el nombre mitjà de persones que vivien en cada família era de 3,11.
Per edats la població es repartia de la següent manera: un 29,6% tenia menys de 18 anys, un 9,8% entre 18 i 24, un 32,8% entre 25 i 44, un 18,1% de 45 a 60 i un 9,7% 65 anys o més.
L'edat mediana era de 32 anys. Per cada 100 dones de 18 o més anys hi havia 99,5 homes.
La renda mediana per habitatge era de 37.307 $ i la renda mediana per família de 41.485 $. Els homes tenien una renda mediana de 28.724 $ mentre que les dones 21.905 $. La renda per capita de la població era de 17.029 $. Aproximadament el 8,6% de les famílies i el 10,4% de la població estaven per davall del llindar de pobresa.

## Poblacions més properes
El següent diagrama mostra les poblacions més properes.